# 한불로
한불로(Hanbul-ro)는 충청북도 음성군 음성읍 평곡사거리에서  충청북도 괴산군 불정사거리를 잇는 17km의 도로이다.

## 주요 경유지
충청북도
- 음성군 (음성읍 . 소이면) - 괴산군 (불정면)

## 노선
| 이름          | 접속 노선                        | 소재지        | 소재지                         | 비고                        |
| 시장로와 직결 | 시장로와 직결                    | 시장로와 직결 | 시장로와 직결                  | 시장로와 직결               |
| ------------- | -------------------------------- | ------------- | ------------------------------ | --------------------------- |
| 평곡사거리    | 국도 제36호선 (충청대로)         | 음성군        | 음성읍                         |                             |
| 석인교        |                                  | 음성군        | 음성읍                         |                             |
|               | 소이면                           | 음성군        |                                |                             |
| 충도삼거리    | 국가지원지방도 제49호선 (충도로) | 음성군        | 국가지원지방도 제49호선과 중복 |                             |
| 금고사거리    | 국가지원지방도 제49호선 (장금로) | 음성군        | 국가지원지방도 제49호선과 중복 |                             |
| 중동교        |                                  | 음성군        |                                |                             |
| 풍림삼거리    | 쇠실로                           | 음성군        |                                |                             |
| 한천교        |                                  | 음성군        |                                |                             |
| 돌고개        |                                  | 음성군        |                                |                             |
| 꽃부리고개    |                                  | 괴산군        | 불정면                         |                             |
| 목도삼거리    | 지방도 제525호선 (청현로)        | 괴산군        | 불정면                         | 지방도 제525호선과 간접연결 |
| 불정사거리    | 지방도 제508호선 (문무로)        | 괴산군        | 불정면                         |                             |
| 감물로와 직결 |                                  |               |                                |                             |

## 주요 건물및 시설
- 음성여자중학교 (한불로 10/평곡리 830-3)
- 음성역 (한불로 60/평곡리 486-8)
- 보성자동차모터스 (한불로 104/평곡리 278-6)
- 현대오일뱅크 석인주유소 (한불로 204/석인리 212-3)
- SK에너지 금고주유소 (한불로 534/금고리 254-13)
- 소이초등학교 (한불로 564/금고리 68)
- 농협 음성농협 중동지점 (한불로 705/중동리 992-3)
- 드림네트윅스 (한불로 863/앵천리 726-1)
- 영신주유소 (한불로 1023/앵천리 526-2)
- 농협 불정농협주유소 (한불로 1308/앵천리 40-2)
- 불정보건지소 (한불로 1562/목도리 412)
- 목도리가야경로당 (한불로 1581/목도리 398-4)
- 불정119지역대 (한불로 1602/목도리 372-6)
- 만도공업사 (한불로 1606/목도리 370)